# Martin O'Neill
Martin Hugh Michael O'Neill (1 de marzo de 1952) es un futbolista y entrenador de fútbol norirlandés que jugó como mediocampista.
Comenzando su carrera en Irlanda del Norte, O'Neill se mudó a Inglaterra, donde pasó la mayor parte de su carrera como jugador con el Nottingham Forest, con quien ganó la Copa de Europa dos veces, en 1979 y 1980. Fue internacional 64 veces con la selección nacional de Irlanda del Norte, también fue capitán del equipo en la Copa del Mundo de 1982.
O'Neill ha dirigido en Grantham Town, Wycombe Wanderers, Norwich City, Leicester City, Celtic, Aston Villa y Sunderland. Guio al Leicester City a la final de la Copa de la Liga de Fútbol en tres ocasiones, y ganando dos. Como entrenador del Celtic entre 2000 y 2005, llevó a ese club a tres títulos de la Premier League escocesa y la final de la Copa de la UEFA de 2003. Después de unirse al Aston Villa, logró tres sextos puestos consecutivos en la Premier League inglesa y los guio a la final de la Copa de la Liga de Fútbol de 2010.
Se convirtió en seleccionador de la República de Irlanda en 2013 y los llevó a la clasificación para el Campeonato de Europa de la UEFA de 2016 por tercera vez en la historia de la nación, superando a Alemania durante el proceso. Dejó el puesto con el asistente Roy Keane por "mutuo acuerdo" en noviembre de 2018. Fue nombrado gerente de Nottingham Forest en enero de 2019, pero fue despedido seis meses después.

## Carrera

### Como jugador
En su etapa como jugador, O'Neill era centrocampista. Debutó en 1971 con el Lisburn Distillery. Fue 64 veces internacional con Irlanda del Norte, y llegó a ser el capitán del conjunto nacional de su país. Se retiró en 1985, siendo jugador del Notts County.

### Como entrenador
A lo largo de su carrera como técnico ha dirigido a clubes como el Wycombe Wanderers, el Norwich City, el Leicester City o Celtic de Glasgow, entre otros.
O'Neill es conocido por su etapa al frente del Celtic del año 2000 al 2005, llevando al equipo a ganar tres Premier League de Escocia y ser finalista de la Copa de la UEFA la temporada 2002-03 en la ciudad de Sevilla.
En agosto de 2006, se incorporó al Aston Villa. Dejó el club de Birmingham tras 4 años, en agosto de 2010.
En diciembre de 2011, fue contratado como nuevo técnico por el Sunderland, después de rescindir su contrato con los "villanos" según rumores por el interés del club en vender a dos de sus máximas estrellas, James Milner y Ashley Young. Tras lograr la permanencia en la Premier League 2011-12, finalmente fue destituido el 30 de marzo de 2013.
En noviembre de 2013, firmó como nuevo seleccionador de Irlanda. Dirigió al equipo de su país durante 5 años, hasta que dimitió tras el descenso del combinado nacional en la Liga de las Naciones.
En enero de 2019, sustituyó a Aitor Karanka al mando del Nottingham Forest. Guio al club a un noveno puesto en el Championship. Sin embargo, fue despedido como entrenador el 28 de junio de 2019, poco después de que el asistente Roy Keane dejara el club.

## Clubes

### Como entrenador
| Club                | País       | Año         | PJ  | PG  | PE | PP | Efectividad |
| Wycombe Wanderers   | Inglaterra | 1990 - 1995 | 262 | 140 | 63 | 59 | 61.45%      |
| Norwich City        | Inglaterra | 1995        | 20  | 9   | 7  | 4  | 56.67%      |
| Leicester City      | Inglaterra | 1995 - 2000 | 223 | 85  | 68 | 70 | 48.28%      |
| Celtic              | Escocia    | 2001 - 2005 | 282 | 213 | 29 | 40 | 78.96%      |
| Aston Villa         | Inglaterra | 2006 - 2010 | 190 | 80  | 60 | 50 | 52.63%      |
| Sunderland          | Inglaterra | 2011 - 2013 | 66  | 21  | 20 | 25 | 41.92%      |
| Selección Irlandesa | Irlanda    | 2013 - 2018 | 55  | 19  | 20 | 16 | 46.67%      |
| Nottingham Forest   | Inglaterra | 2019        | 19  | 8   | 3  | 8  | 47.37%      |

## Palmarés

### Como jugador

#### Torneos nacionales
| Título                         | Club                  | País              | Año     |
| ------------------------------ | --------------------- | ----------------- | ------- |
| Copa de Irlanda del Norte      | Lisburn Distillery FC | Irlanda del Norte | 1970-71 |
| Copa de la Liga                | Nottingham Forest     | Inglaterra        | 1977-78 |
| Football League First Division | Nottingham Forest     | Inglaterra        | 1977-78 |
| Charity Shield                 | Nottingham Forest     | Inglaterra        | 1978    |

#### Torneos internacionales
| Título                      | Equipo                         | Sede        | Año     |
| --------------------------- | ------------------------------ | ----------- | ------- |
| Copa de Campeones de Europa | Nottingham Forest              | Múnich      | 1978-79 |
| British Home Championship   | Selección de Irlanda del Norte | Reino Unido | 1979-80 |
| Supercopa de la UEFA        | Nottingham Forest              | Barcelona   | 1979    |
| Copa de Campeones de Europa | Nottingham Forest              | Madrid      | 1979-80 |
| British Home Championship   | Selección de Irlanda del Norte | Reino Unido | 1983-84 |

#### Otros logros
| Título                         | Club              | País       | Año     |
| ------------------------------ | ----------------- | ---------- | ------- |
| Ascenso a la FL First Division | Nottingham Forest | Inglaterra | 1976-77 |

### Como entrenador

#### Torneos nacionales
| Título                | Club              | País       | Año     |
| --------------------- | ----------------- | ---------- | ------- |
| FA Trophy             | Wycombe Wanderers | Inglaterra | 1990-91 |
| Conference League Cup | Wycombe Wanderers | Inglaterra | 1991-92 |
| National League       | Wycombe Wanderers | Inglaterra | 1992-93 |
| FA Trophy             | Wycombe Wanderers | Inglaterra | 1992-93 |
| Copa de la Liga       | Leicester City    | Inglaterra | 1996-97 |
| Copa de la Liga       | Leicester City    | Inglaterra | 1999-00 |
| Copa de la Liga       | Celtic FC         | Escocia    | 2000-01 |
| Copa de Escocia       | Celtic FC         | Escocia    | 2000-01 |
| Scottish Premiership  | Celtic FC         | Escocia    | 2000-01 |
| Scottish Premiership  | Celtic FC         | Escocia    | 2001-02 |
| Copa de Escocia       | Celtic FC         | Escocia    | 2003-04 |
| Scottish Premiership  | Celtic FC         | Escocia    | 2003-04 |
| Copa de Escocia       | Celtic FC         | Escocia    | 2004-05 |

#### Otros logros
| Título                          | Club              | País       | Año     |
| ------------------------------- | ----------------- | ---------- | ------- |
| Ascenso a la FL Second Division | Wycombe Wanderers | Inglaterra | 1993-94 |